# Novo Selo (Kosovska Kamenica)
Pour les articles homonymes, voir Novo Selo.
Novosellë en albanais et Novo Selo en serbe latin (en serbe cyrillique : Ново Село) est une localité du Kosovo située dans la commune/municipalité de Kamenicë/Kosovska Kamenica, district de Gjilan/Gnjilane (Kosovo) ou district de Kosovo-Pomoravlje (Serbie). Selon le recensement kosovar de 2011, elle compte 311 habitants, tous albanais.

## Démographie

### Évolution historique de la population dans la localité
| 1948 | 1953 | 1961 | 1971 | 1981 | 1991 | 2011 |
| ---- | ---- | ---- | ---- | ---- | ---- | ---- |
| 126  | 146  | 149  | 182  | 200  | 226  | 311  |

|  |